# Catalão
Catalão är en stad och kommun i Brasilien och ligger i delstaten Goiás, ett par mil från gränsen till delstaten Minas Gerais. Hela kommunen har nästan 100 000 invånare.

## Administrativ indelning
Kommunen var år 2010 indelad i två distrikt:
- Catalão
- Santo Antônio do Rio Verde

## Befolkningsutveckling
| Område              | Areal (km²)   | Invånarantal 1 augusti 2000 | Invånarantal 1 augusti 2010 | Invånarantal 1 juli 2014 |
| ------------------- | ------------- | --------------------------- | --------------------------- | ------------------------ |
| Kommun              | 3 821,46      | 64 347                      | 86 647                      | 96 836                   |
| Urban befolkning    | Ingen uppgift | 57 606                      | 81 064                      | Ingen uppgift            |
| ...varav centralort | Ingen uppgift | 56 224                      | 79 046                      | Ingen uppgift            |